# 金永植 (1930年)
金永植（：／ Kim Young-sik，1930年5月4日—2022年7月29日），男，本贯金海金氏，大韩民国政治人物，曾任文教部长官。

## 生平
1930年生于济州島。毕业于首尔大学师范学院教育系，后留校任教。1982年进入文教部工作，历任教育政策室室长（1982年）、奖学编修室室长（1983年）、韩国教育开发院院长（1983年－1988年）、教育改革审议会第一分科委员长等职。1988年2月卢泰愚就任总统后，他被任命为文教部长官。著有《教育行政学》《现代教育论》等。2022年7月29日逝世。